# Stanisław Bukraba (oficer)
Stanisław Gasztołd Bukraba (ur. 24 lutego 1896 w Wielamowiczach, zm. 25 listopada 1961 w Warszawie) – major kawalerii Wojska Polskiego, kawaler Orderu Virtuti Militari.

## Życiorys
Urodził się w Wielamowiczach, w ówczesnym powiecie brzeskim guberni grodzieńskiej, w rodzinie Jana i Stanisławy z d. Chądzyńskiej. Absolwent szkoły średniej w Lublinie .
W trakcie I wojny światowej w 1915 wstąpił do Legionów Polskich. Służył w 2 szwadronie 1 pułku ułanów. Został ranny w bitwie pod Tojanówką 7 lipca 1916 i został wzięty przez Rosjan do niewoli. Po odzyskaniu wolności wstąpił w szeregi 1 pułku ułanów Krechowieckich. W ramach I Korpusu Polskiego w Rosji służył w Bobrujsku .
Po odzyskaniu przez Polskę niepodległości został przyjęty do Wojska Polskiego. Służył w 7 pułku ułanów. Uczestniczył w wojnie polsko-bolszewickiej w szeregach 5 pułku ułanów Zasławskich.
3 maja 1922 został zweryfikowany w stopniu porucznika ze starszeństwem z dniem 1 czerwca 1919 i 211. lokatą w korpusie oficerów jazdy (od 1924 roku – kawalerii). W 1923, 1924 był przydzielony do 3 pułku szwoleżerów w Suwałkach. 1 grudnia 1924 został mianowany rotmistrzem ze starszeństwem z dniem 15 sierpnia 1924 i 72. lokatą w korpusie oficerów kawalerii. 24 lipca 1928 został przeniesiony z Centrum Wyszkolenia Kawalerii w Grudziądzu do 2 pułku strzelców konnych w Hrubieszowie. 31 marca 1930 został wyznaczony na stanowisko pełniącego obowiązki dowódcy Szwadronu Zapasowego 2 psk. 23 marca 1932 został przeniesiony do 24 pułku ułanów w Kraśniku. 12 marca 1933 został mianowany majorem ze starszeństwem z dniem 1 stycznia 1933 i 12. lokatą w korpusie oficerów kawalerii. 28 czerwca 1933 został wyznaczony na stanowisko dowódcy Szwadronu Zapasowego 24 puł.
Następnie pełnił funkcje komendanta rejonu Przysposobienia Wojskowego Konnego, a później I zastępcy dowódcy 8 pułku ułanów w Krakowie. Na tym stanowisku walczył w kampanii wrześniowej 1939 roku. Po zakończeniu wojny obronnej ukrywał się w rodzinnym dworku w Wilamowiczach.
Zmarł 25 listopada 1961 w Warszawie . Został pochowany na cmentarzu w Pęcicach.

## Ordery dznaczenia
- Krzyż Srebrny Orderu Virtuti Militari nr 5415 – 17 maja 1922[24][25]
- Krzyż Niepodległości (12 maja 1931 „za pracę w dziele odzyskania niepodległości”)[26]
- Złoty Krzyż Zasługi (19 marca 1936 „za zasługi w służbie wojskowej”)[27][28]
- Medal Pamiątkowy za Wojnę 1918–1921
- Medal Dziesięciolecia Odzyskanej Niepodległości
- Kawaler Orderu Gwiazdy Rumunii[4]